# Chris Wickham

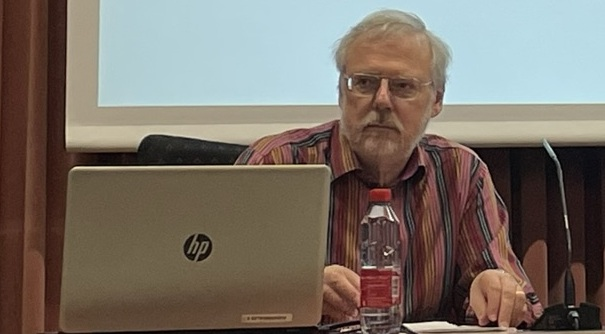
Chris Wickham, 2022

Christopher John Wickham (* 18. Mai 1950) ist ein englischer Historiker, der sich mit der Geschichte des Mittelalters beschäftigt.

## Leben und Werk
Chris Wickham studierte unter anderem an der Universität Oxford und wurde dort 1975 promoviert. Er lehrte von 1977 bis 2005 an der Universität Birmingham Geschichte des Mittelalters. 1998 wurde er zum Mitglied der British Academy gewählt. Ende 2005 wurde er an die Universität Oxford berufen, wo er bis zu seiner Emeritierung 2016 den Lehrstuhl als Chichele Professor of Medieval History am All Souls College innehatte. 2020/21 war er kurzzeitig Direktor der British School at Rome. Er ist verheiratet mit der Byzantinistin Leslie Brubaker.
Wickhams Hauptforschungsgebiet ist die frühmittelalterliche Gesellschafts- und Wirtschaftsgeschichte, speziell die des früh- und hochmittelalterlichen Italiens. Dabei bedient sich Wickham, der sich als politisch linksorientiert versteht und der neomarxistischen Strömung innerhalb der britischen Geschichtswissenschaft zuzuordnen ist, nicht zuletzt der Theorie des historischen Materialismus.
Zuletzt hat Wickham sich vornehmlich mit der Übergangszeit von der Spätantike zum Frühmittelalter beschäftigt. Mit Framing the Early Middle Ages legte er 2005 eine umfassende, systematische Darstellung der Mittelmeerwelt in der Zeit von 400 bis 800 vor, in der er von einem sozioökonomischen Ansatz ausging und vergleichende Methoden anwandte. Das Werk wurde insbesondere im angelsächsischen Raum von der Fachwelt sehr positiv aufgenommen und mehrfach ausgezeichnet: 2005 erhielt Wickham den Wolfson History Prize, 2006 den Deutscher Memorial Prize und 2007 den James Henry Breasted Prize der American Historical Association. 2009 veröffentlichte Wickham mit The Inheritance of Rome eine daran anschließende, aber stärker erzählend angelegte Überblicksdarstellung, die auch kultur- und politikgeschichtliche Aspekte stärker aufnahm und im Rahmen der Reihe Penguin History of Europe erschien. Im Jahr 2018 erschien Das Mittelalter. Europa von 500 bis 1500 als sein erstes Buch in deutscher Übersetzung.

## Schriften (Auswahl)
- Economy and society in 8th century northern Tuscany (1975)
- Early medieval Italy. Central power and local society, 400–1000 (1981)
- The mountains and the city. The Tuscan Apennines in the early Middle Ages (1988)
- Land and power. Studies in Italian and European social history, 400–1200 (1994)
- Community and clientele in twelfth-century Tuscany. The origins of the rural commune in the plain of Lucca (1998)
- Courts and conflict in twelfth-century Tuscany (2003)
- Framing the Early Middle Ages. Europe and the Mediterranean 400–800 (2005; Besprechung von A. Roach, University of Glasgow)
- Hrsg.: Marxist History-Writing for the Twenty-First Century (2007)
- The Inheritance of Rome. A History of Europe from 400 to 1000 (2009; Besprechung von C. Kelly, Cambridge University (Memento vom 14. Mai 2012 im Internet Archive))
- Medieval Europe, Yale University Press, New Haven 2016, ISBN 978-0300208344
  - Das Mittelalter. Europa von 500 bis 1500, Klett-Cotta, Stuttgart 2018, ISBN 978-3-608-96208-6